# 杜萬卡 (佐洛喬夫區)
50°18′20″N 36°3′15″E / 50.30556°N 36.05417°E
杜萬卡（烏克蘭語：Дуванка）是位於烏克蘭東部的村莊，由哈爾科夫州博霍杜希夫區的佐洛奇夫市鎮負責管轄。該村面積0.09平方公里，海拔高度180米，2001年人口28，人口密度每平方公里304.4人。